# Criniferoides leucogaster
Criniferoides leucogaster là một loài chim trong họ Musophagidae.

## Hình ảnh

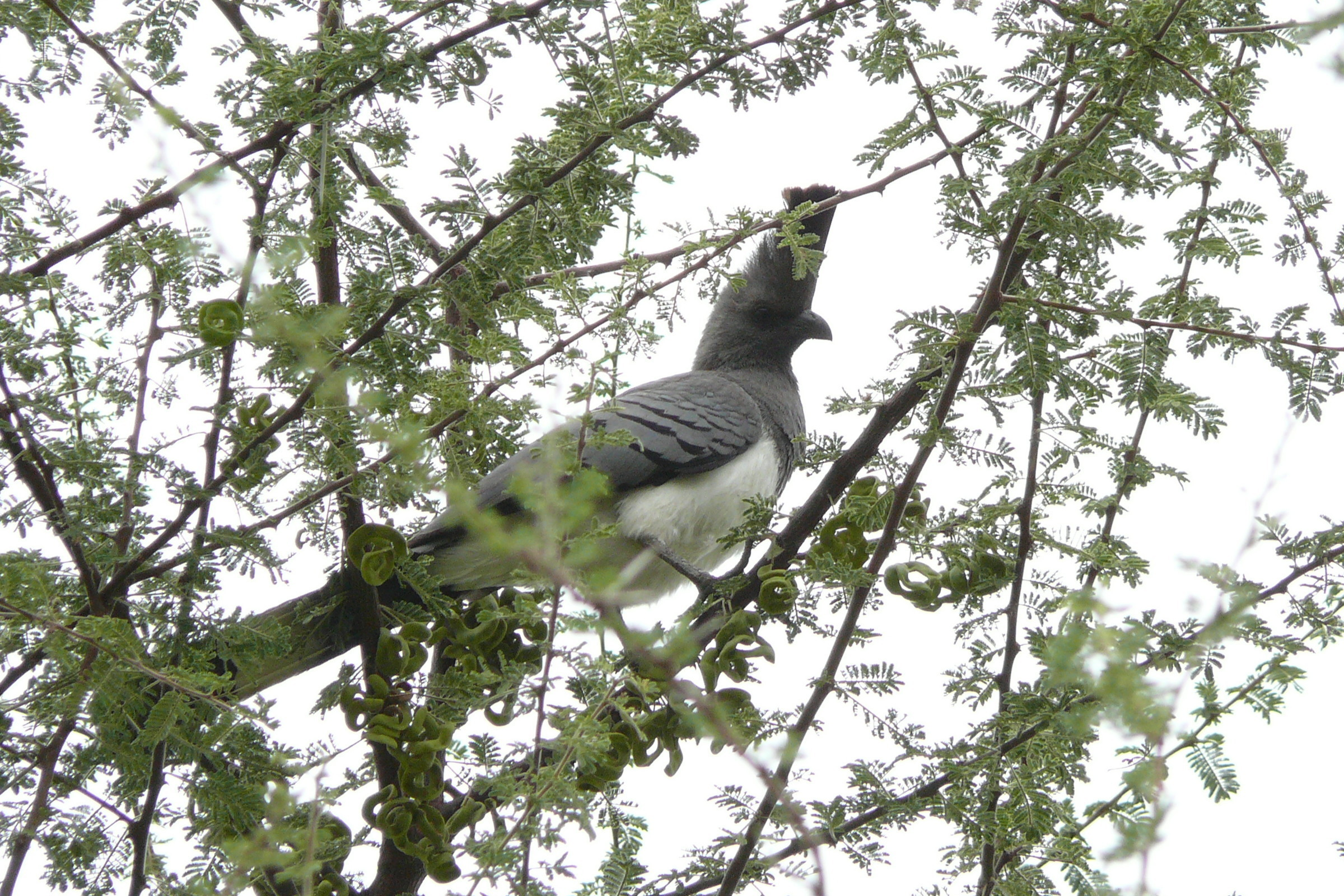
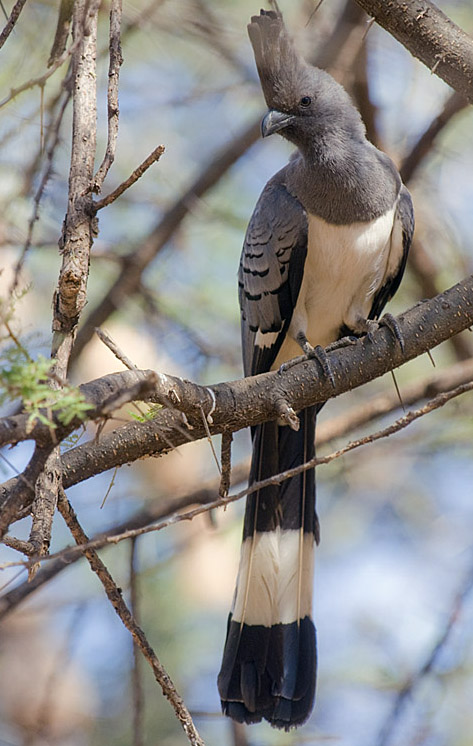
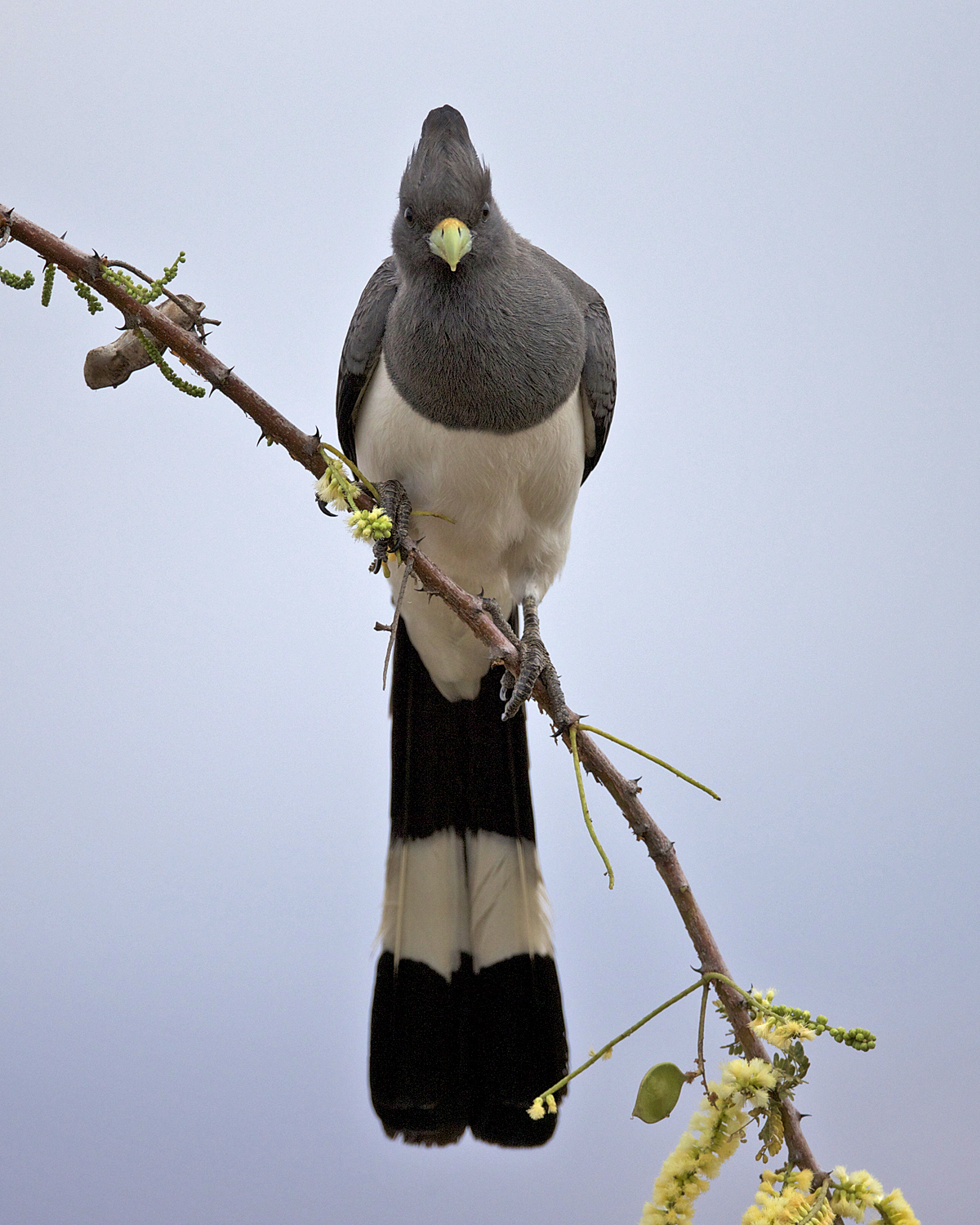
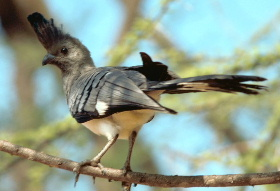
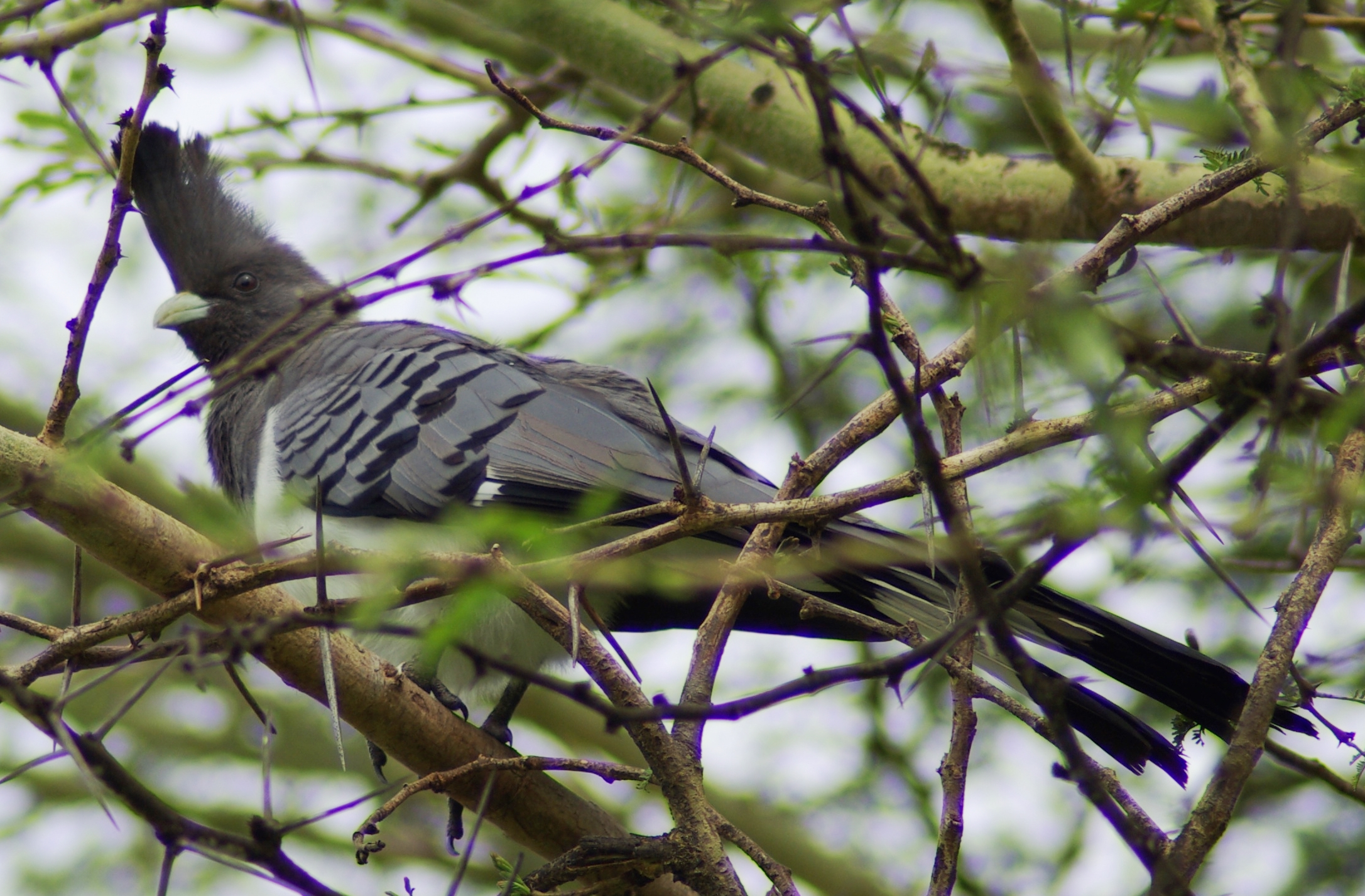